# スパルヴィエロ (空母)
| m              | m                                          | m                                          |
| 艦歴           | 艦歴                                       | 艦歴                                       |
| -------------- | ------------------------------------------ | ------------------------------------------ |
| 進水           | 1926年12月                                 | 1926年12月                                 |
| 就役           | 1927年11月（客船として）                   | 1927年11月（客船として）                   |
| 接収           | 1942年                                     | 1942年                                     |
| 喪失           | 1944年                                     | 1944年                                     |
| 除籍           | 1951年                                     | 1951年                                     |
| 要目（計画値） |                                            |                                            |
| 艦種           | 航空母艦                                   | 航空母艦                                   |
| 排水量         | 常備排水量                                 | 30,148トン                                 |
| 全長           | 202.43 m                                   | 202.43 m                                   |
| 全幅           | 25.24 m                                    | 25.24 m                                    |
| 吃水           | 9.2 m                                      | 9.2 m                                      |
| 飛行甲板       | 全長                                       | 180 m                                      |
| 飛行甲板       | 全幅                                       | 25.24 m                                    |
| 機関           | サヴォイア・MAN 式ディーゼル機関8基4軸推進 | サヴォイア・MAN 式ディーゼル機関8基4軸推進 |
| 最大出力       | 28,000馬力                                 | 28,000馬力                                 |
| 最大速力       | 20.0ノット                                 | 20.0ノット                                 |
| 航続距離       | 18ノット/5,500海里                         | 18ノット/5,500海里                         |
| 乗員           | 1,420名                                    | 1,420名                                    |
| 武装           | 13.5cm（45口径）単装両用砲                 | 8門                                        |
| 武装           | 6.5cm（64口径）高角砲                      | 12門                                       |
| 武装           | 20mm機関砲                                 | 22門                                       |
| 搭載機         | Re.2001                                    | 34機                                       |
| 搭載機         | もしくは                                   |                                            |
| 搭載機         | 戦闘機                                     | 16機                                       |
| 搭載機         | 爆撃機または雷撃機                         | 9機                                        |
| 装甲           | 舷側                                       | 80 mm                                      |
| 装甲           | 甲板                                       | 70 mm                                      |
| 言語           | 表記                                       | 表記                                       |
| 伊語           | Sparviero                                  | Sparviero                                  |

スパルヴィエロ (Sparviero) は、イタリア王立海軍の航空母艦である。貨客船ローマ (Roma) を改造した空母アキラ (Aquila) の完成が遅れたため、同艦の姉妹船アウグストゥス (Augustus) を簡易式の空母に改造したもの。艦名はイタリア語で「ハイタカ（鷂）」の意味で、偵察艦「スパルヴィエロ」に続きイタリアの艦艇としては二代目。当初の艦名は「ファルコ」(Falco) が予定されていたが、「スパルヴィエロ」と改名された。
未完成のままイタリア降伏を迎えてドイツ軍に接収された。1944年10月5日、ジェノヴァ港で閉塞船として自沈した。

## 概要

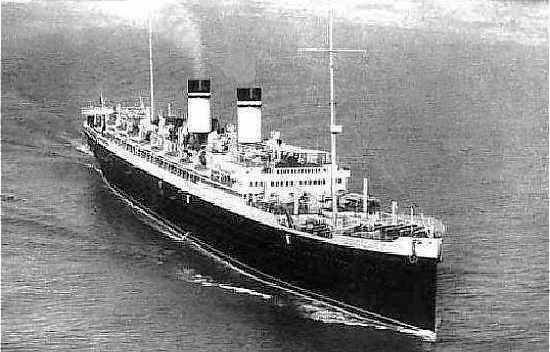
本艦の前身である客船「アウグストゥス」

1920年代中盤、イタリアは大西洋航路用に三万トン級貨客船のローマとアウグストゥスを建造した。2隻は姉妹船であったが、ローマは蒸気タービンを、アウグストゥスはディーゼル機関を搭載した。速力ではローマが優っていたが、経済性（燃費）ではアウグストゥスの方が好成績をおさめた。本艦は1926年12月13日に進水し、1927年11月よりイタリアから南アメリカの航路で就役していた。1930年代後半、イタリア王立海軍が本艦を購入し、ジェノヴァ海軍造船所で航空母艦に改造する計画があった。1936年に立案されたものの、当時は実施されなかった。
地中海やイタリア本国の地形に鑑み、イタリアは空軍の地上基地部隊（基地航空隊）を重要視しており、航空母艦は1隻も保有していなかった。1940年6月10日、イタリア王国は枢軸国側として第二次世界大戦に加わった（イタリアの参戦）。地中海攻防戦勃発時、ローマとアウグストゥスはジェノヴァ港に繋留されていた。地中海戦域ではイギリス海軍の空母が活躍し、イタリア軍に脅威を与えていた。1940年11月11日深夜、たった1隻の英空母（イラストリアス）と搭載機（ソードフィッシュ）の奇襲により、タラント港停泊中のイタリア海軍主力艦が大損害を受けた（タラント空襲）。
空母の重要性を思い知らされたイタリア軍は、航空母艦の建造計画を進めた。貨客船ローマがジェノヴァのアンサルド社で空母に改造され、アキラと改名された。建造中止になったドイツ海軍のグラーフ・ツェッペリンから資材やカタパルトなどの航空艤装が転用されたが、徹底な空母改造工事だったこと、イタリアに空母建造の経験がなかったことが災いし、アキラの完成時期は延びるばかりだった。そこでアキラの空母改造と並行し、姉妹艦アウグストゥスを簡易式空母に改造することにした。建造計画は1942年（昭和17年）5月頃に決定し、同年後半からアンサルド社にて工事に着手した。

## 艦形

### 船体
同時期にアンサルド社で客船から航空母艦へと改装されていた姉妹船アキラ（ローマ）は、機関の換装と、船体の形状を改変する大規模改造工事をおこなっていた。これに対し工事完成を急いだスパルヴィエロ（アウグストゥス）は、客船時代の構造を色濃く残していた。
改装の内容は、客船としての上部構造物を撤去し、格納庫と飛行甲板を増設した。208 mの全長で長さ140 mの格納庫を設け、最前部には艦橋を配置していた。日本海軍の軽空母や、大改造前の赤城や加賀と同様の、いわゆるフラッシュデッキ型（フラットトップ構造）である。格納庫には34機の戦闘機か16機の戦闘機と9機の爆撃機もしくは雷撃機を搭載する計画であった。格納庫の上部がそのまま飛行甲板となり、艦載機は飛行甲板の前後の2か所に設けられたエレベーターで運用された。このエレベーターは少しでも発艦スペースを増やすために、飛行機の形に合わせて十字架型をしていた。黎明期のイギリス空母で見られたような複雑な構造であり、アキラでも採用していない。飛行甲板の形状は特徴的だった。前部から艦首までの約46 mの長さで幅は狭い5 mという発艦甲板が艦首甲板上に設けられており、合計で約183 mの飛行甲板長となる計算であった。
機関もアキラのように換装せず、客船時代のサヴォイア・MAN式ディーゼル機関8基4軸推進のままとされた。主機関がディーゼルであったために排煙は蒸気機関よりも単純でよく、煙路は船体中央で左右に分かれ、飛行甲板直下の細身の排気管から両舷部に排出された。船体水面下には機関を防御するために、機関区の長さいっぱいにバルジが装着された。貨客船時代の最大速度は20ノットだったが、バルジの装着で水中抵抗が増し、さらに低速になった可能性が高い。

### 搭載機
イタリア海軍の空母建造計画は泥縄式で、搭載機についても不明瞭な点が多い。アメリカ海軍や日本海軍のように独自の艦上機を開発することは不可能であり、陸上機を改造して空母に搭載する予定だった。
まずフィアット社が開発した戦闘機のG.50 (Freccia) を、艦上爆撃機に改造する方針であった。複座化、主翼の大型化、脚部の強化、着艦装置増設などの改造がおこなわれ、合計320 kgの爆弾を搭載する予定だった。たが重量の大幅増加に対してエンジンは強化されず、性能悪化は避けられなかった。戦闘爆撃機となったG.50は「G50bis/A」と呼ばれたが、搭載予定空母（アキラ、スパルヴィエロ）の完成見通しが立たず、試作機段階で終わった。
レッジャーネ社の単座戦闘機Re.2001 (Ariete) も、艦上戦闘機または艦上爆撃機とする計画があった。さらに艦上攻撃機（雷撃機）も開発する方針を固めていた。複座化や攻撃機としての改造をおこなってもG.50bis/Aより高性能であったが、搭載予定空母の完成見通しが立たず、計画は自然消滅した。

### 武装
武装は15.2 cm速射砲6基、10.2 cm速射砲を4基、機銃少数というものであったが、建造途中に13.5 cm両用砲8基、6.5 cm高角砲12基、2 cm機銃多数へと大幅に対空火力が強化された。

## 艦歴
1942年9月よりジェノヴァのアンサルド造船所で改装を開始、1943年3月頃までに上部構造物を撤去した。この頃までにイタリアは北アフリカ戦線で敗北し、ベニート・ムッソリーニのファシズム体制も揺らいでいた。空母を建造する理由がなくなり、アキラとスパルヴィエロの工事は中止された。9月8日、イタリア王国は連合軍に降伏し、これを認めないドイツが傀儡国のイタリア社会共和国を樹立した。ジェノバ港で放置されていたアキラとスパルヴィエロは、ドイツ軍に接収された。1944年10月5日、スパルヴィエロは連合軍のジェノヴァ港侵入を防ぐために、閉塞船として沈められた。
第二次世界大戦終結後、スパルヴィエロは1947年に浮揚され、1951年除籍となった。

## 参考図書
- 大内健二「第4章　未完に終わった航空母艦／イタリア航空母艦アクイラ（AQILA）/イタリア航空母艦スパルビエロ（SPARVIERO）」『幻の航空母艦　主力母艦の陰に隠れた異色の艦艇』光人社〈光人社NF文庫〉、2006年12月。ISBN 4-7698-2514-5。
- 「世界の艦船増刊第20集 第2次大戦のイタリア軍艦」（海人社)
- 福井静夫 著、阿部安雄、戸高一成 編『新装版　福井静夫著作集 ― 軍艦七十五年回想第三巻 世界空母物語』光人社、2008年8月。ISBN 978-4-7698-1393-4。
- 三野正洋『地中海の戦い』朝日ソノラマ〈文庫版新戦史シリーズ〉、1993年6月。ISBN 4-257-17254-1。